# Associação Desportiva de Mação
El Associação Desportiva de Mação es un equipo de fútbol de Portugal que juega en la Liga Regional de Sertarem, la cuarta división de fútbol en el país.

## Historia
Fue fundado el 18 de noviembre de 1978 en Mação en el Distrito de Santarém por Agostinho Pereira Caneira. El club cuenta con 300 socios.
La mayor parte de su historia han estado en las divisiones regionales de Santarém y en la temporada 2017/18 participa por primera vez en la Copa de Portugal donde es eliminado en la primera ronda ante el Fátima con marcador de 0-4. En esa misma temporada consigue el título regional y logra el ascenso al Campeonato de Portugal, con lo que juega por primera vez a nivel nacional.

## Palmarés
- Liga Regional de Sartarem: 1

2017/18
- Copa de Sartarem: 2

2007/08, 2016/17
- Supercopa de Sartarem: 1

2017/18